# Bazzania kokawana
Bazzania kokawana là một loài Rêu trong họ Lepidoziaceae. Loài này được N. Kitag. & T. Kodama mô tả khoa học đầu tiên năm 1975.